# Debelt
Debelt (bulgarisch Дебелт) ist ein Dorf in der Gemeinde Sredez in der Oblast Burgas im Südosten Bulgariens. Das Dorf liegt im Burgasebene, rund 10 km östlich vom Gemeindezentrum Sredez und ca. 15 km westlich der Provinzhauptstadt Burgas.

## Geschichte
Die Besiedlung der Gegend vom heutigen Dorf Debelt steht in Verbindung mit Gründung der thrakischen Siedlung Deultum (übersetzt aus dem thrakischen Zwischen zwei Seen (gelegen)). Östlich von ihr wurde 77 n. Chr. vom römischen Kaiser Vespasian eine Kolonie für Veteranen der Legio VIII Augusta gegründet. Der Name dieser Kolonie war Colonia Flavia Pacis Deultensium und sie befindet sich zwischen den heutigen Dörfer Debelt und Konstantinowo. In der Nähe von Debelt wurden die Thermen und ein Stadtpalast archäologisch untersucht. An der Straße nach Burgas, neben der Hauptgrabungsstätte, wurde in den 1980er Jahren eine Außenstelle des Archäologischen Museums in Burgas eingerichtet, die heute vom Museum in Sredez verwaltet wird. Develtum wurde 2010 vom bulgarischen Staat mit dem Europäischen Kulturerbe-Siegel ausgezeichnet.
In der Nähe von Debelt verläuft auf der altbulgarischer Grenzwall Erkesija, der im 9. Jahrhundert errichtet wurde und vom heutigen Burgas bis Simeonowgrad zum Fluss Mariza in der Thrakien-Ebene reichte.
Im Russisch-Osmanischen Krieg (1828–1829) wurde die Region im Juli 1829 von russischen Truppen mit Unterstützung der örtlichen Bevölkerung eingenommen. Als nach dem Frieden von Adrianopel (1829) bekannt wurde, dass die Region weiter im osmanisch-türkischen Reich verbleiben sollte, zogen die christlichen Bewohner mit der russischen Armee vor den anrückenden Türken fort und ließen sich vornehmlich in Bessarabien nieder. 1864 siedelte die osmanische Regierung Tscherkessen in den verlassenen Dörfer der Region an, darunter auch im Debelt, das in diesen Zeitraum den Namen Yakezli (oder Akezli) trug. In der folgenden Zeit überfielen und terrorisierten tscherkessische Raubbanden die Region. Nach dem Russisch-Türkischen Befreiungskrieg von 1877/78 flohen die Tscherkessen von den anrückenden Russen. In dieser Zeit befand sich das Dorf noch mehr als 7 km vom Mandra-See.

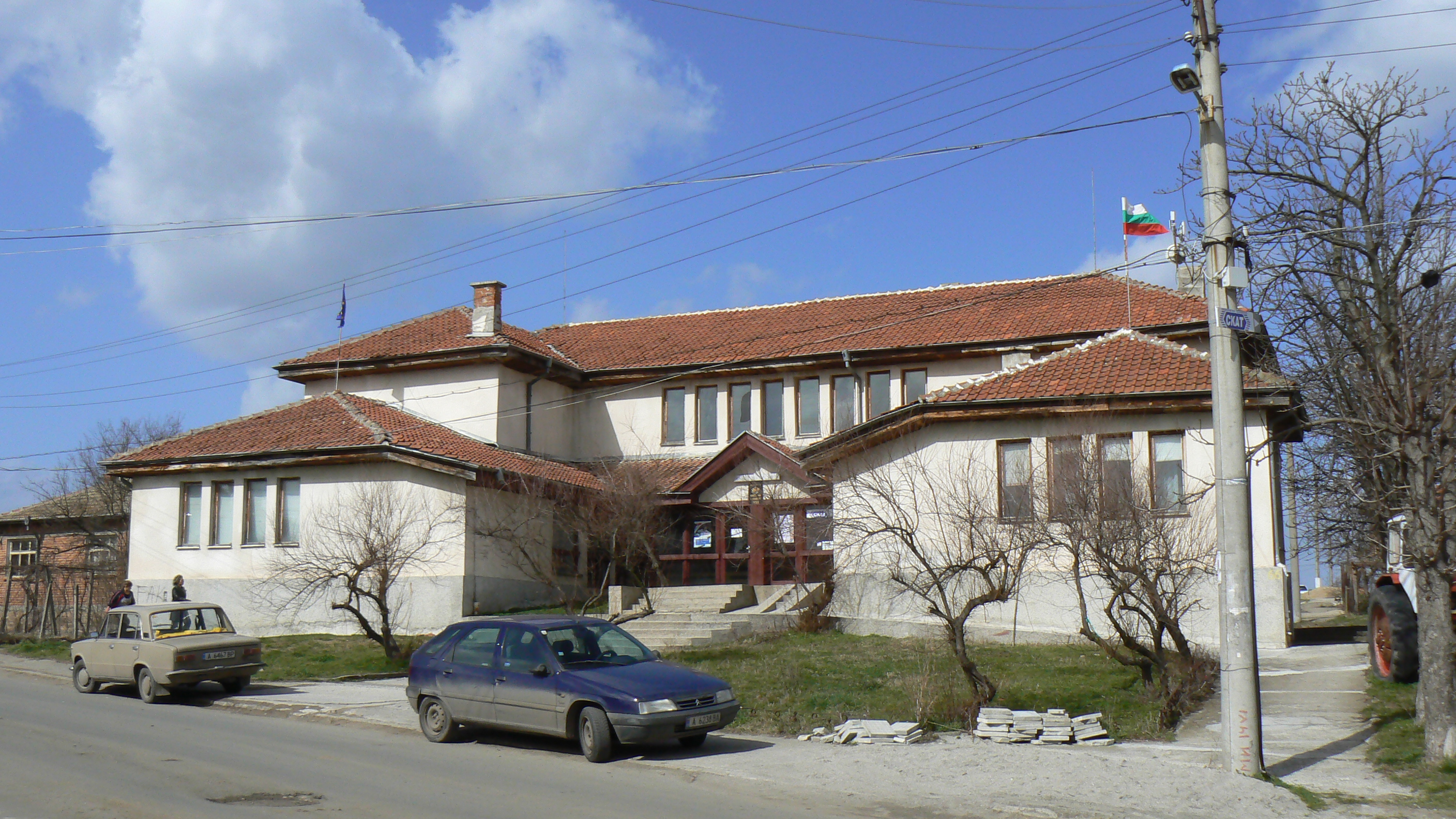
Das Rathaus von Debelt

Die Konzentration von Flüchtlingen aus den noch nicht befreiten Gebiete Bulgariens und die Nähe der osmanischen Grenze führte dazu, dass im Vorfeld des Ilinden-Preobraschenie-Aufstands (1903) in Ostthrakien Burgas eine wichtige logistische Basis der BMARK wurde. Bei Yakezli wurden Ausbildungscamps und nach dem Aufstand einige Proviant- und Flüchtlingslager angelegt. Nach dem Balkankrieg von 1913 wurden 76 bulgarische Flüchtlingsfamilien (→ Thrakische Bulgaren) aus dem Ostthrakien in Yakezli angesiedelt. 44 davon aus Dokuzhüyük, 16 aus Geçkinli, 4 aus Sarıpolat, je 2 aus Süloğlu und Örencik (bei Istanbul), je eine aus Kavaklı und anderen Orte.
Am 14. August 1934 wurde das Dorf nach der ehemaligen römischen Kolonie in Debelt umbenannt.
1985 hatte Debelt 1739 Einwohner.

## Trivia
Der Debelt-Gletscher auf der Livingston-Insel im Archipel der Südlichen Shetlandinseln in der Antarktis ist nach Debelt benannt.